# 多田暁
多田 暁（ただ ぎょう、1957年1月6日 - ）は、テレビ東京制作代表取締役社長、テレビ東京制作局の元チーフプロデューサー。
上智大学卒業後、1979年にテレビ東京入社。編成局次長やアニメ制作部長、秘書室長、編成局長を経て、2011年4月1日付ネットワーク室長。2012年6月21日付で執行役員付に、2013年6月付でテレビ東京ミュージック常務に就任、2014年に同社社長に就任し、2017年6月付で現職。
1992年にスタートした「TVチャンピオン」では初代ディレクター、プロデューサーとして番組の立ち上げに参画。復活番組である「TVチャンピオン極 〜KIWAMI〜」（BSテレ東）でも、OBとして企画会議に参加しているという。

## 担当番組
- TVチャンピオン
- 完成!ドリームハウス
- 所さん&おすぎの偉大なるトホホ人物伝